# Vuurvleugeltroepiaal
De vuurvleugeltroepiaal (Icterus pyrrhopterus) is een zangvogel uit de familie Icteridae (troepialen).

## Verspreiding en leefgebied
Deze soort komt voor in het zuidelijke deel van Centraal-Zuid-Amerika en telt 4 ondersoorten:
- Icterus pyrrhopterus periporphyrus: van het oostelijke deel van Centraal-Bolivia tot het zuidelijke deel van Centraal-Brazilië.
- Icterus pyrrhopterus pyrrhopterus: van zuidoostelijk Bolivia tot zuidelijk Brazilië, Uruguay en noordelijk Argentinië.
- Icterus pyrrhopterus tibialis: oostelijk Brazilië.
- Icterus pyrrhopterus valenciobuenoi: zuidoostelijk Brazilië.